# Jan Kowalenko

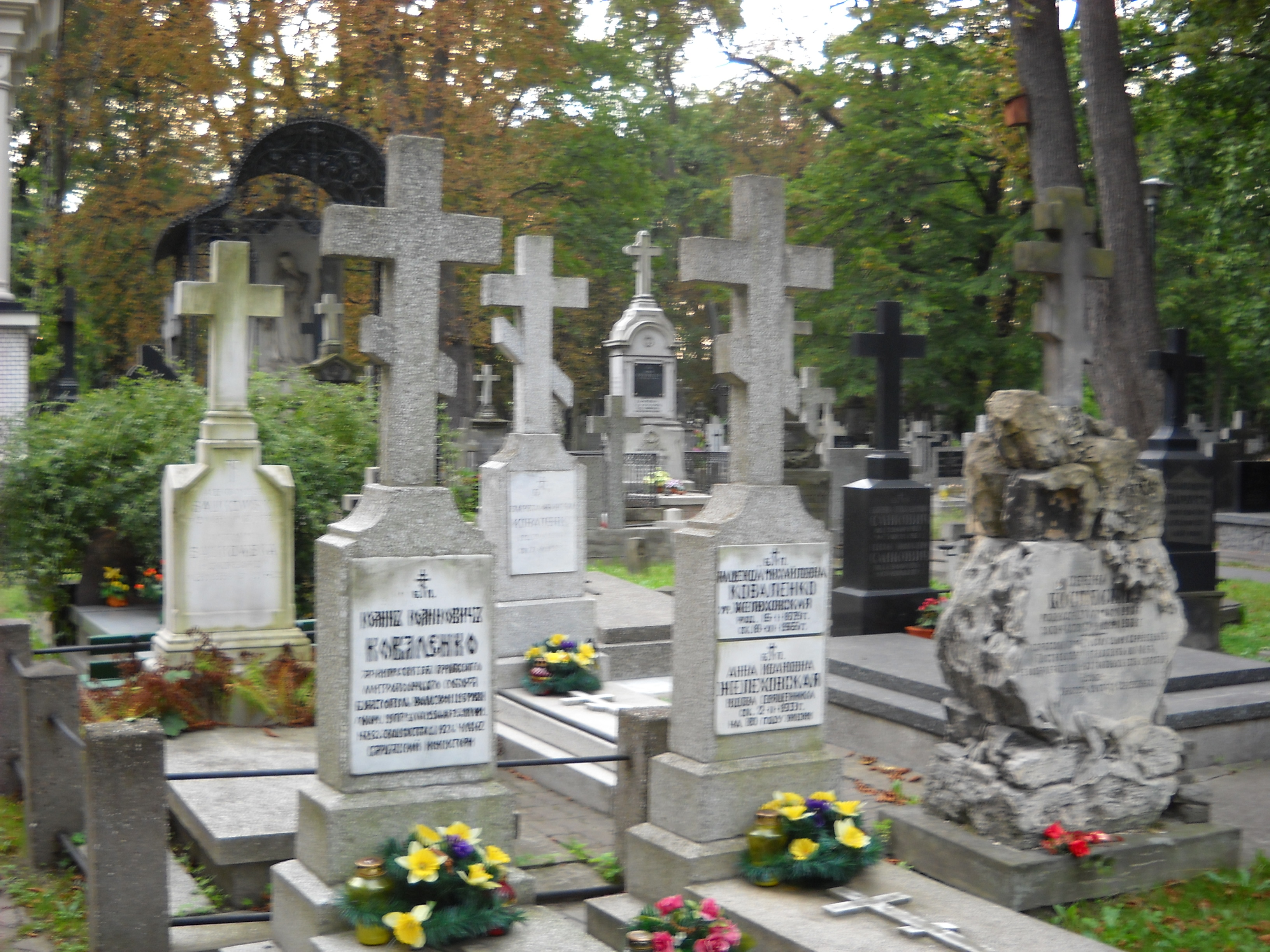
Grób ks. Kowalenki na cmentarzu prawosławnym na warszawskiej Woli

Jan Kowalenko, także Iwan Iwanowicz Kowalenko (ur. 10 kwietnia 1876 r. w Kozienicach, zm. 19 kwietnia 1950 w Warszawie) – polski duchowny prawosławny.

## Życiorys
Był synem rosyjskiego podoficera Iwana Kowalenki i jego żony Marii z d. Siweckiej, Polki i katoliczki. Absolwent seminarium duchownego w Chełmie (dyplom w 1898), wyświęcony na diakona w 1903 r. i na kapłana w 1906 r. Przed święceniami pełnił obowiązki kierownika jednoklasowej szkoły dla dzieci pracowników kolejowych w Chełmie (1898–1899), a następnie psalmisty w jednej z parafii prawosławnych w Łodzi (1898–1900). Od 1906 r. do 1917 r. był proboszczem parafii w Wieluniu, jednej z placówek duszpasterskich rosyjskiej służby celnej.
Od 1920 r. do 1939 był proboszczem parafii św. Jana Klimaka w Warszawie. W okresie swojej pracy duszpasterskiej w tejże parafii doprowadził do wzniesienia przy cerkwi parafialnej dzwonnicy oraz do zabezpieczenia i uporządkowania zdewastowanego cmentarza prawosławnego. Był bliskim współpracownikiem metropolity warszawskiego i całej Polski Dionizego (Waledyńskiego). Na mocy otrzymywanych przez niego pełnomocnictw brał udział w negocjacjach z rządem II Rzeczypospolitej w sprawie statusu prawnego Kościoła i jego relacji z władzami świeckimi, występował w procesach sądowych dotyczących majątku Cerkwi. Od 1939 r. do śmierci kierował parafią św. Marii Magdaleny w Warszawie. Był również dziekanem dekanatu Warszawa-Miasto. Równolegle z pracą duszpasterską był nauczycielem religii w różnych szkołach.
W 1944 tymczasowo zarządzał parafiami diecezji warszawsko-radomskiej Autokefalicznego Kościoła Prawosławnego w Generalnej Guberni, do momentu zakończenia przez Kościół działalności i ponownego przejęcia parafii przez PAKP. W 1947 wszedł w skład Prawosławnego Metropolitalnego Komitetu Niesienia Pomocy Przesiedleńcom na Ziemiach Odzyskanych.
Po odsunięciu przez władze komunistyczne metropolity Dionizego (Waledyńskiego) od zarządzania Kościołem jego zadania przejęło powołane wbrew prawu kanonicznemu Kościoła prawosławnego Tymczasowe Kolegium Rządzące Polskiego Autokefalicznego Kościoła Prawosławnego. Ks. Kowalenko zasiadł w nim jako jeden z reprezentantów duchowieństwa białego (parafialnego). Innymi członkami kolegium byli arcybiskup Tymoteusz (Szretter) jako przewodniczący, biskup Jerzy (Korenistow), ks. Eugeniusz Naumow, ks. Wsiewołod Łopuchowicz, ks. Michał Kiedrow oraz Mikołaj Sieriebriannikow. W czasie prac kolegium kilkakrotnie sprzeciwiał się sposobowi, w jaki metropolita Dionizy został pozbawiony urzędu.
Był żonaty z Nadieżdą z d. Żelechowską, córką kapłana prawosławnego z parafii w Werbkowicach. Mieli syna Anatola i córkę Larysę.